# Jezioro Gołuchowskie
Jezioro Gołuchowskie – zbiornik zaporowy na Wysoczyźnie Kaliskiej, na Trzemnej, o powierzchni 51,5 ha, w województwie wielkopolskim, w powiecie pleszewskim, w gminie Gołuchów, wybudowany w latach 1969–1971 na gruntach wsi Gołuchów i Czerminek, 12 km na południowy wschód od Pleszewa i 15 km na północny zachód od Kalisza; pełni funkcje rekreacyjne i pomocnicze retencyjne dla Kaliskiego Węzła Wodnego; kąpielisko, na wschód od zbiornika las, kemping; komunikację miejską obsługują Pleszewskie Linie Autobusowe.